# Abigail Thompson
Abigail A. Thompson (Norwalk (Connecticut), 30 de junho de 1958) é uma matemática estadunidense.